# Карповка (Выгоничский район)
Карповка — село в Выгоничском районе Брянской области, в составе Орменского сельского поселения. Расположено в 10 км к юго-западу от села Малфа. Население — 132 человека (2010).

## История
Основано в конце XVII века помещиками Тютчевыми как слобода; с середины XIX века — во владении Васильчиковых.
С середины XVIII века здесь упоминается церковь Николая Чудотворца; в 1789 на средства И. Н. Тютчева была построена каменная Успенская церковь (не сохранилась).
Первоначально относилось к Брянскому уезду; с последней четверти XVIII века до 1924 года в Трубчевском уезде (с 1861 — в составе Красносельской волости, с 1910 в Малфинской волости; в 1918 году предпринималась попытка создания отдельной Карповской волости). В конце XIX века действовала суконная фабрика; в 1880-х гг. была открыта школа грамоты.
В 1924—1929 в Жирятинской волости Бежицкого уезда; с 1929 в Выгоничском районе, а в период его временного расформирования (1932—1939, 1963—1977) — в Почепском районе.
До 1954 года в Карповском сельсовете (до 1949 — его центр); в 1954—2005 гг. в Малфинском сельсовете.